# The Teardrop Explodes
The Teardrop Explodes was een Britse newwaveband uit Liverpool, die bestond van 1978 tot 1983. Ze was een van de bekendere vertegenwoordigers van de neo-psychedelische beweging. Het gezicht van de band was zanger en bassist Julian Cope, die eerder speelde met Pete Wylie (Wah! Heat) en Ian McCulloch (Echo and the Bunnymen) en in de band Crucial Three en na de ontbinding van The Teardrop Explodes verdere successen had als soloartiest.

## Bezetting
- Julian Cope (zang, basgitaar)
- Alan Gill (gitaar)
- Alfie Agius (basgitaar)
- David Balfe (basgitaar, keyboards)
- Gary Dwyer (drums)
- Gerrard Quinn (keyboards)

- Jeff Hammer (keyboards)
- Michael Finkler (gitaar)
- Paul Simpson (zang, keyboards)
- Ron Francois (basgitaar)
- Troy Tate (zang, gitaar)

## Geschiedenis
Julian Cope richtte de band op in het najaar van 1978, samen met toetsenist Paul Simpson, met wie hij speelde in de band A Shallow Madness, en gitarist Mick Finkler. Drummer Gary Dwyer kwam er al snel bij. Ze ontleenden hun nieuwe naam aan een tekstballon in een Marvel Daredevil-strip. Bill Drummond werd hun manager en ze kregen een platencontract bij het indielabel Zoo Records, opgericht door Drummond en David Balfe (voormalig toetsenist van Big In Japan en Lori & the Chameleons). De eerste single Sleeping Gas kwam uit in februari 1979. Simpson verliet toen de band en werd aanvankelijk vervangen door Gerard Quinn (die speelt op de tweede single Bouncing Babies) en daarna door Balfe. De band won een aanzienlijke schare fans door tal van concerten in Liverpool en omgeving. Na de derde single Treason (It's Just a Story) wedijverden de grote labels ervoor en tekende The Teardrop Explodes bij Mercury Records.
Ze namen halverwege 1980 de lp Kilimanjaro op voor Mercury. Tijdens het studiowerk werd Finkler vervangen door Alan Gill (voorheen bij Dalek I Love You). De eerste single van het album was When I Dream, dat op 27 september 1980 in de Britse hitlijsten terechtkwam en zich plaatste op nummer 47. Als gevolg hiervan kwam de lp in oktober uit en kwam ook meteen in de albumhitlijsten terecht. In 1981 bereikte de band het hoogtepunt van hun populariteit. Eind januari werd de enige single Reward uit, waarop Ray Martinez trompet speelde en die hun grootste hit werd op nummer 6. Een andere top twintig hit volgde in april, een nieuwe opname van Treason (It's Just A Story). Het succes van de singles herleefde ook de hitlijstcarrière van de lp. Kilimanjaro steeg naar plaats 24 en bleef 35 weken in de hitlijst staan.
1981 was ook het jaar van de wisselende bezetting: Alfie Algius werd de nieuwe bassist, Jeff Hammer kwam voor de keyboards voor Balfe en Troy Tate (later in de band Fashion) verving Alan Gill op gitaar. Poppies in the Field, een andere single van het eerste album, flopte medio 1981, maar tegen die tijd was de band terug in de opnamestudio. De verwachtingen voor de tweede lp waren hooggespannen. De single Passionate Friend, die in september uitkwam, gaf nog meer hoop, maar bleef steken in de hitlijsten onder de Top 20. In november volgde de lp Wilder, maar die bleef ook achter bij de verwachtingen en bereikte in zes weken slechts plaats 29 in de hitlijsten. Twee andere single publicaties haalden net de top 50.
Eind 1982 keerde de band terug naar de studio. Die bestond nu uit Cope, Dwyer en de terugkerende Balfe, Ron Francois speelde de bas als sessiemuzikant. Maar nu waren er de zo vaak aangehaalde muzikale verschillen: Cope wilde ballads en verfijnde popsongs spelen, Balfe was meer geïnteresseerd in dansmuziek op basis van synthesizers. Begin 1983 ontbond Cope de band uiteindelijk, hoewel de opnamen nog niet waren voltooid. Sommige sessies vormden de basis voor Cope's eerste soloalbum World Shut Your Mouth in februari 1984. Aan de andere kant verschenen ze in 1990 opnieuw op het album Everybody Wants to Shag the Teardrop Explodes. Van 1984 tot 1996 bracht Cope als soloartiest regelmatig singles en albums naar de Britse hitlijsten en heeft hij naam gemaakt als auteur van non-fictieboeken over muziek en prehistorische monumenten. Dwyer speelde aanvankelijk in de band van Cope. Balfe ging in de filmproductie en leidde eind jaren 1980 Food Records (Jesus Jones, Blur).

## Trivia
- Na de successen in 1981 inspireerde de single Bouncing Babies de Britse groep The Freshies tot het schrijven van het nummer I Can't Get 'Bouncing Babies' by The Teardrop Explodes. Dit nummer, als single uitgebracht door Razz/MCA Records, gaat in op de moeilijkheden die platenverzamelaars in 1981 hadden om de oudere Teardrop Explodes-singles bij Zoo Records te krijgen.

## Discografie

### Singles
- 1979: Sleeping Gas
- 1979: Bouncing Babies
- 1980: Treason (It's Just a Story) (Zoo)
- 1980: When I Dream
- 1981: Reward
- 1981: Treason (It's Just a Story) (Mercury)
- 1981: Poppies in the Field
- 1981: Passionate Friend
- 1981: Colours Fly Away
- 1982: Tiny Children
- 1983: You Disappear from View

### Albums
- 1980: Kilimanjaro
- 1981: Wilder
- 1990: Everybody Wants to Shag … the Teardrop Explodes (sessies van 1982/1983)
- 1990: Piano (compilatie van de songs op Zoo Records)
- 1992: Floored Genius – The Best of Julian Cope and The Teardrop Explodes 1981–1991 (compilatie met zes TTE-nummers)
- 2004: Zoology (compilatie van demo's en niet-uitgebrachte opnamen)